# سنسوداین
سنسوداین (به انگلیسی: Sensodyne) نام برند یک نوع خمیر دندان است که مخصوص افرادی با دندان‌های حساس تولید می‌شود. ماده‌ی مؤثر در این محصول نیترات پتاسیم است که در واقع نقش یک آرام‌بخش موضعی و ملایم را ایفا می‌کند. 
Sensodyne یک برند تولید خمیردندان و شوینده‌ی دهان مخصوص دندان‌های حساس است. این برند تا به امروز عناوین بهترین خمیردندان پیشنهادی دندانپزشکان و پرفروش‌ترین برند محصولات شستشوی دهان را از آن خود کرده است. برند Sensodyne متعلق به شرکت داروسازی انگلیسی گلاکسواسمیت‌کلاین است و در کشور ژاپن نیز با نام تجاری Shumitect عرضه می‌شود. خمیردندان‌های سنسوداین انواع مختلفی دارند که هرکدام از آن‌ها با توجه به مواد اولیه به کار رفته در آن‌ها اثرگذاری متفاوتی روی دهان و دندان دارد.
بعضی از خمیردندان‌های سنسوداین به افراد کمک می‌کند تا نقاط حساس و پوسیده دندان خود را بازسازی کنند. برخی نیز حاوی پتاسیم نیترات هستند که ضربان‌های عصب دندان را متوقف کرده و درد را از بین می‌برد و برخی دیگر حاوی استات استرانسیم یا کلوراید هستند که ساختار شیمیایی آن‌ها شبیه به کلسیم است. خمیردندان‌های با پایه استرانسیم یا کلوراید می‌توانند جایگزین مقداری از کلسیم از دست رفته یا مسدود شده در بافت دندان شوند.خمیردندان‌های سنسوداین ابتدا در شرکت Block Drug، که یک شرکت داروسازی واقع در نیویورک بود عرضه می‌شدند. این شرکت کار خود را در سال ۱۹۰۷ میلادی آغاز کرد. این خمیردندان‌ها در سال ۱۹۶۱ برای اولین بار به عنوان خمیردندان خنثی‌کننده بر اساس فرمول استرانسیم کلرید معرفی شد. خمیردندان‌های پتاسیم نیترات نیز اولین باز در سال ۱۹۸۰ تولید و عرضه شدند. شرکت GlaxoSmithKline در سال ۲۰۰۰ Block Drug را خریداری کرد. انواع خمیر دندان‌های سنسوداین تحت عناوین مدل  Repair And Protect، خمیردندان سنسوداین سری Daily Care مدل Gentle Whitening، خمیر دندان سنسوداین مدل  Original Sensitive Teeth و... موجود هستند.